# 中院定平
中院 定平（なかのいん さだひら）は、鎌倉時代末から南北朝時代にかけての公卿･武将。村上源氏、大納言・定房の玄孫。陸奥守・源定成の子。中院と号する。
元弘の乱の際は護良親王に属して幕府軍と戦い、建武政権とその後の南朝でも公家大将の1人として軍忠を抜きん出たとされる。なお、征西将軍府の要人として懐良親王に随従した中院義定（― よしさだ）と同一人と見なす説もある。

## 経歴
初名は良定（よしさだ）。後醍醐天皇の倒幕計画に早くから関わったとみられ、元弘元年（1331年）8月天皇の笠置潜幸に及んで、四条隆資・二条為明と共に天皇に扮した花山院師賢を供奉する態で比叡山に登った。この謀略が露見した後、下山して天皇と合流した公家の中に定平の名はないが、恐らく彼も同行し、9月笠置陥落の折に河内国辺りへ逐電したのであろう。
やがて護良親王の側近となり、数通の令旨に奉者として花押を据えている。元弘3年/正慶2年（1333年）初め、左少将から右中将に遷任。2月の吉野合戦では、木本宗元・高間行秀・松尾寺衆徒らを率いて東方に逃れ、吉野山麓の波津坂の合戦を経て宇陀郡一帯で二階堂道蘊率いる幕府軍を翻弄した。3月には赤松円心に擁されて「聖護院宮」と僭称し、山崎・八幡に陣して西国との往還を阻止し、翌月には良忠と共に一方の大将として3000余騎を率い、鳥羽･竹田方面から六波羅へ攻め込んだが、幕府軍に敗れて気力と体力を消耗した赤松勢は八幡に退却したという。6月千早城から南都に引き揚げた阿曾治時･大仏高直らが京都を攻めようとしているとの噂が立ったため、定平は大将に任じられて大軍を率い、搦手の楠木正成と共に大和路へ向かうも、戦わずしてたちまちに平定し、高直らを捕縛して京都へ凱旋した。8月までには能登国の知行国主護良親王の申任によって能登国司に任じられた。またこの頃、九州武士らから提出された軍忠状･着到状にも証判（花押）を加えている。
以上の軍功が認められ、建武政権下の建武元年（1334年）5月には恩賞方寄人として一番局（東海道・東山道担当）を務めた。当時既に護良の許を離れていたが、能登国司の地位には依然留まったと思われ、護良失脚後の同2年（1335年）4月勅裁に因んで永光寺に下した国宣には定平が袖判を加えた。同年6月西園寺公宗らによる北条氏再興の陰謀が露見するや、結城親光･名和長年らを率い、公宗を逮捕して自邸に幽閉するも、その後生まれた遺児（後の実俊）については、昭訓門院春日の嘆願により助命を上奏した。延元元年（1336年）5月の湊川の戦いでは、新田義貞軍の一部将として生田森で足利方の高氏や上杉氏と交戦したが、衆寡敵せずして京都へ敗走し、後醍醐天皇の避難していた近江国東坂本に参候。6月入京した足利尊氏を挟撃するため、宇治へ派遣されて南方から流入する兵糧を阻止し、洛中合戦にも参戦したらしい。10月に天皇が尊氏と和睦して帰洛すると、命を受けて河内国東条に下り、北陸朝廷の義貞、伊勢国の北畠親房、紀伊国の隆資らと呼応して再挙を期した。
これを最後に『太平記』には定平の活動が見えなくなるため、「以後消息不明」と結ぶ辞典類が少なくない。ただし同年中には従三位に叙されて公卿に列していたらしく、翌延元2年/建武4年（1337年）3月河内鷲尾と神感寺（ともに東大阪市）に城を構えて北軍を撃退したという「中院右兵衛督」とは恐らく定平のことであろう。また、延元3年（1338年）正月7日付で観心寺に自筆願文を納めた「右兵衛督」も定平に比定され、天下泰平･家門繁昌が成就すれば私領を寄進すると約している。
1340年代には征西府関係の文書に定平の花押を確認できるものが若干あるが、定平が懐良親王に属して九州に下っていたとすれば、同じく親王従者として軍事活動を展開した公家大将中院義定との関係が無視できない。正平一統の正平7年（1352年）1月には、かつての能登国司の権限に基づくものであろう、惣持寺の敷地について元弘3年の宣旨･国宣に任せる旨の安堵状を下しており、これによれば時に中納言であった。以後の活動は管見に入らず、その終焉も定かでないが、『新葉和歌集』に前大納言として2首入集しているから、これが極官と思われ、しかもその内容からは80余歳まで存命したことを窺い得る（雑上・1109）。定平の年齢については他に確証がない。なお、『尊卑分脈』の定平の袖書には「伺候南朝、元弘以来致軍忠－－遁世」と見えているので、晩年の80代には恐らく出家していたと考えられる。

## 系譜
- 父：源定成
- 母：不詳
- 妻：不詳
  - 男子：中院定清（?-1336）
  - 男子：中院雅平
  - 男子：北畠顕能?